# 拉普拉塔 (烏伊拉省)

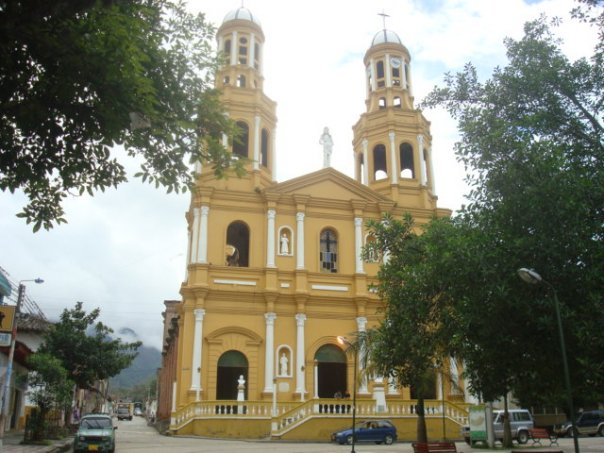

拉普拉塔是哥倫比亞的城鎮，位於該國中西部，由乌伊拉省負責管轄，距離首府內瓦122公里，始建於1651年，面積1,271平方公里，海拔高度1,050米，2010年人口57,381。

## 外部連結
（西班牙文） La Plata official website
- Vista satelital del área urbana de La Plata en （页面存档备份，存于）WikiMapia